# Al Aronowitz
Al Aronowitz (20. května 1928 Bordentown, New Jersey, USA – 1. srpna 2005 Elizabeth, New Jersey, USA) byl americký novinář a manažer hudebních skupin židovského původu. V roce 1950 získal diplom na Rutgers University a přibližně v té době začal pracovat jako novinář. Koncem roku 1965 byl krátce manažerem skupiny The Velvet Underground, které zajistil její první placený koncert. Zemřel na rakovinu ve věku 77 let.
Jeho syn Myles Aronowitz je fotografem.